# 제41회 세자르상
제41회 세자르상은 2016년 2월 26일에 열린 시상식이다.

## 수상 및 후보

### 작품상
- 파티마 - 필립 포콩 수상
- 디판 - 자크 오디아르
- 아버지의 초상 - 스테판 브리제
- 마거리트 - 자비에 지아놀리
- 몽 로이 - 마이웬 르 베스코
- 무스탕 - 데니즈 겜즈 에르구벤
- 말로니의 두 번째 이야기 - 엠마누엘 베르코
- 내 청춘 시절의 세 가지 추억 - 아르노 데스플레샹

### 감독상
- 내 청춘 시절의 세 가지 추억 - 아르노 데스플레샹 수상
- 디판 - 자크 오디아르
- 아버지의 초상 - 스테판 브리제
- 마거리트 - 자비에 지아놀리
- 몽 로이 - 마이웬 르 베스코
- 무스탕 - 데니즈 겜즈 에르구벤
- 말로니의 두 번째 이야기 - 엠마누엘 베르코

### 신인감독상
- 무스탕 - 데니즈 겜즈 에르구벤 수상
- 에스케이원 - 프레데릭 텔리에
- 카우보이 - 토마스 비더게인
- 더 와한 프론트 - 클레멘트 코지토레
- 올 쓰리 오브 어스 - 케이론

### 남우주연상
- 아버지의 초상 - 뱅상 랭동 수상
- 심씨의 사생활 - 장-피에르 바크리
- 몽 로이 - 뱅상 카셀
- 카우보이 - 프랑수아 다미앙
- 밸리 오브 러브 - 제라르 드빠르디유
- 디판 - 제수타산 안토니타산
- 사랑의 법정 - 파브리스 루치니

### 여우주연상
- 마거리트 - 카트린 프로 수상
- 머치 러브드 - 루브나 아비다르
- 몽 로이 - 엠마누엘 베르코
- 아름다운 계절 - 세실 드 프랑스
- 말로니의 두 번째 이야기 - 까뜨린느 드뇌브
- 밸리 오브 러브 - 이자벨 위페르
- 파티마 - 소리아 제루알

### 남우조연상
- 말로니의 두 번째 이야기 - 브누와 마지멜 수상
- 마거리트 - 미켈 파우
- 몽 로이 - 루이스 가렐
- 마거리트 - 앙드레 마르콩
- 디판 - 빈센트 로티어스

### 여우조연상
- 사랑의 법정 - 시드 바벳 크누센 수상
- 말로니의 두 번째 이야기 - 사라 포레스티에
- 비행기처럼 - 아네스 자우이
- 아름다운 계절 - 노에미 르보브스키
- 21 나이츠 위드 페티 - 카린 비아르

### 신인남우상
- 말로니의 두 번째 이야기 - 로드 파라도 수상
- 디 아나키스트 - 스완 아르라우드
- 내 청춘 시절의 세 가지 추억 - 쿠엔틴 돌마이레
- 셋이서 가자 - 펠릭스 모아티
- 카우보이 - 피네건 올드필드

### 신인여우상
- 파티마 - 지타 한롯 수상
- 나쁜여자, 공주의 마음 - 카밀 코탄
- 레 베티즈 - 사라 지로도
- 말로니의 두 번째 이야기 - 다이앤 루셀
- 내 청춘 시절의 세 가지 추억 - 루 로이 레콜리넷

### 각본상
- 무스탕 - 앨리스 위노코 외 1명 수상
- 디판 - 노아 데브레
- 마거리트 - 자비에 지아놀리
- 말로니의 두 번째 이야기 - 엠마누엘 베르코 외 1명
- 내 청춘 시절의 세 가지 추억 - 아르노 데스플레샹

### 각색상
- 파티마 - 필립 포콩 수상
- 에스케이원 - 다비드 오엘호펜 외 1명
- 마카담 스토리 - 사무엘 벤체트리트
- 조사 - 벵상 가렌크 외 1명
- 어느 하녀의 일기 - 브누와 쟉꼬 외 1명

### 촬영상
- 밸리 오브 러브 - 크리스토프 오펜스테인 수상
- 디판 - 에포닌 모멘큐
- 마거리트 - 글린 스픽카에르트
- 무스탕 - 데이비드 쉬잘래
- 내 청춘 시절의 세 가지 추억 - 이리나 뤼브샹스키

### 의상상
- 마거리트 - 피에르-장 라로크 수상
- 어느 하녀의 일기 - 아나이스 로망
- 무스탕 - 셀린 소젠
- 로데르 드 라 만다린 - 캐서린 레터리어
- 내 청춘 시절의 세 가지 추억 - 나탈리 라울

### 음향상
- 마거리트 - 프랑수아 무시 수상
- 디판 - 다니엘 소프리노
- 몽 로이 - 니콜라스 프로보스트
- 무스탕 - 올리비에 고이나드
- 내 청춘 시절의 세 가지 추억 - 니콜라스 칸틴

### 편집상
- 무스탕 - 마틸드 반 드 무르텔 수상
- 디판 - 줄리엣 웰플링
- 마거리트 - 시릴 나카체
- 몽 로이 - 사이먼 자케
- 내 청춘 시절의 세 가지 추억 - 로렌스 브리오드

### 음악상
- 무스탕 - 워렌 엘리스 수상
- 카우보이 - 라파엘로
- 5월은, 하고싶은 대로 해라 - 엔니오 모리꼬네
- 몽 로이 - 스티븐 워벡
- 내 청춘 시절의 세 가지 추억 - 그레고리 헤젤

### 단편영화상
- 백 앨리 - 세실 듀크로크 수상
- 더 라스트 프렌치맨 - 피에르-엠마누엘 우르쿤
- 에사이 드 모우릴 젠 - 모건 사이먼
- 기 모케 - 데미스 헤렝거
- 몬 히어로스 - 실바인 디스클라우스

### 애니메이션상 - 단편
- 선데이 런치 - 셀린느 드보 수상
- 어린왕자 - 마크 오스본 수상
- 라 누이트 아메리케느 드'안젤리크 - 피에르-엠마뉴엘 리에트 외 1명
- 수 테 드와 - 마리-크리스틴 쿠르트
- 줄줄이 꿴 호랑이 - 브누아 슈
- 아다마 - 시몬 루비
- 아브릴과 조작된 세계 - 크리스티앙 데마르

### 외국어영화상
- 버드맨 - 알레한드로 곤잘레스 이냐리투 수상
- 사울의 아들 - 라즐로 네메스
- 사랑과 우정의 중년밴드 - 기욤 말랑드랭
- 나의 어머니 - 난니 모레티
- 택시 - 자파르 파나히
- 이웃집에 신이 산다 - 자코 반 도마엘
- 유스 - 파올로 소렌티노

### 제작디자인상
- 마거리트 - 마틴 쿠렐 수상
- 디판 - 미셀 바틀레미
- 어느 하녀의 일기 - 카샤 비스콥
- 로데르 드 라 만다린 - 진 라바세
- 내 청춘 시절의 세 가지 추억 - 토마 바퀘니

### 다큐멘터리상
- 드망 - 시릴 디옹 외 1명 수상
- 자개 단추 - 패트리시오 구즈먼
- 카반나, 저스쿠아 르울티메 세콘드, 즈데크라이라이 - 데니스 로버트 외 1명
- 잃어버린 사진 - 리티 판
- 독일청춘 - 쟝-가브리엘 뻬리오

## 같이 보기
- 제28회 유럽 영화상
- 제88회 아카데미상
- 제69회 영국 아카데미 영화상